# 天然萌少女明日香
《天然萌少女明日香》為森泰士創作的日本漫畫。於《月刊Big Comic Spirits》2009年10月創刊號上開始連載，並由小學館發行單行本，並於2013年9月號結束連載。《月刊Big Comic Spirits》2012年8月號宣佈其動畫化。

## 登場人物
京野明日香（聲優：能登有沙）
本作的主人公。初中三年級學生。在天然萌的外表之下，藏著一顆時刻好奇的心，常常做出令旁人不可思議的行爲，由於父親職業的關係，能很快透析他人澀澀的想法，據周圍人反應所述，似乎還是個極品大美女。
父親（聲優：藤原啓治）
明日香的父親。職業是成人向攝影師
澤田麻央（聲：古川かおリ）
明日香的後輩，在告白被拒後喜歡黏著明日香。於動畫第4話登場。
小林（聲：小野友樹）
喜歡明日香的少年，書法八段、擅於電腦領域的知識，對自己有點自卑，向明日香告白後受到她的鼓勵變得稍微有信心。於動畫第5話登場。

## 單行本

### 日本
- 第1巻 2010年8月12日發行[2] ISBN 978-4-09-183459-1
- 第2巻 2011年9月30日發行[3] ISBN 978-4-09-184109-4
- 第3巻 2012年9月28日發行 ISBN 978-4-09-184717-1
- 第4卷 2013年9月30日發行 ISBN 978-4-09-185490-2

### 台湾
臺灣東販
- 第1卷 2012年2月10日發行 ISBN 978-986-251-667-6
- 第2卷 2012年7月25日發行 ISBN 978-986-251-798-7

## 動畫
2012年8月3日開始在面向智能手機的動畫服務「Video Market」上放映。第1話免費播放，從第2話開始則需要付費觀看。而AT-X在2013年3月20日起開始播放。

### 製作人員
- 原作：森泰士
- 監督、人設：工藤昌史
- 分鏡、演出：神保昌登
- 作畫監督：木下勇喜、佐藤浩一、氏家嘉弘、坂本隆
- 總作画監督：工藤昌史
- 色彩設計：岡亮子
- 美術監督：氣賀澤佐知子
- 攝影監督：浅野宏彰
- 剪接：坪根健太郎
- 格式編輯：木村勝宏
- 音響監督：渡辺淳
- 錄音調整：内田直継
- 音響效果：岩谷弘穀
- 音響制作：HALF H・P STUDIO
- 音楽：菊谷知樹
- 音楽制作：Lantis
- 系列構成：神保昌登
- 動畫制作：SILVER LINK.
- 製作：天然萌少女明日香製作委員会

### 主題歌
片尾曲「ほぼ健全少女宣言」
作詞：畑亞貴 / 作曲、編曲：若林充 / 歌：京野明日香（能登有沙）

### 各話標題
| 話数   | 日語標題 | 配信日         |
| ------ | -------- | -------------- |
| 第1話  |          | 2012年8月3日   |
| 第2話  |          | 2012年8月27日  |
| 第3話  |          | 2012年9月7日   |
| 第4話  |          | 2012年9月14日  |
| 第5話  |          | 2012年9月21日  |
| 第6話  |          | 2012年9月28日  |
| 第7話  |          | 2012年10月5日  |
| 第8話  |          | 2012年10月12日 |
| 第9話  |          | 2012年10月19日 |
| 第10話 |          | 2012年10月26日 |
| 第11話 |          | 2012年11月2日  |
| 第12話 |          | 2012年11月9日  |
| 第13話 | I        | 2012年11月16日 |
| 第14話 |          | 2012年11月23日 |
| 第15話 |          | 2012年11月30日 |
| 第16話 |          | 2012年12月7日  |
| 第17話 |          | 2012年12月14日 |
| 第18話 |          | 2012年12月21日 |
| 第19話 |          | 2012年12月28日 |
| 第20話 |          | 2013年1月5日   |

## 外部連結
- 月刊スピリッツINFORMATION（页面存档备份，存于） - 雑誌公式HP（日語）
- アニメ公式サイト（页面存档备份，存于）（日語）
- ビデオマーケット（页面存档备份，存于）（日語）